# Qelīch Tappeh
Qelīch Tappeh (persiska: قليچ تپه) är en ort i Iran.   Den ligger i provinsen Markazi, i den nordvästra delen av landet, 240 km sydväst om huvudstaden Teheran. Qelīch Tappeh ligger 1 791 meter över havet och antalet invånare är 429.
Terrängen runt Qelīch Tappeh är kuperad åt sydost, men åt nordväst är den platt.Runt Qelīch Tappeh är det ganska tätbefolkat, med 120 invånare per kvadratkilometer. Närmaste större samhälle är Khondāb, 11,3 km sydväst om Qelīch Tappeh. Trakten runt Qelīch Tappeh består i huvudsak av gräsmarker.